# ボイメン ジャパネスク
『ボイメン ジャパネスク』は、2019年4月6日（5日深夜）より2020年12月26日（25日深夜）まで放送されていた中京テレビ制作のバラエティ番組。

## 概要
中京テレビで2019年3月まで放送されていた『ササシマBASE Lab.』の後番組。BOYS AND MENがニッポン、特に中部地方の文化。美、技を深掘りし、映画、動画、ゲーム、新商品などの最新のカルチャーも前番組に続き紹介する。なお、動画は「BMM（ボイメンムービー）」は週にChuunにアップされる。
2020年12月26日をもって番組は終了し、2014年4月の『ボイメン☆騎士』から続いた中京テレビ制作のBOYS AND MEN冠番組シリーズも当番組が最後となった。なお、2021年1月9日からは日本テレビにて毎週日曜10:25から放送中の「ニノさん」が遅れネットで放送中。

## 出演者
肩書き無しの人物は、中京テレビアナウンサー（出演当時も含む）。

### 現在
- BOYS AND MEN（ボーイズグループ）
- 小西 麗菜（小野小町、2019年6月22日放送分まではおとめボタンとして出演）
- 阿部芳美（2020年4月4日～）

### 過去
- 磯貝初奈（前番組から続投、番組開始～2020年3月28日）
- 上山元気（同上）

## スタッフ
- 構成：
- ディレクター：
- 演出：
- プロデューサー：
- 制作協力：
- 製作著作：中京テレビ